# Биотоп
Биотоп (на старогръцки: βίος, „живот“ и на старогръцки: τόπος, „място“) е термин от екологията, с който се обозначава пространство с относително еднородни условия на живот. Биотоп е неживата част от природата на дадено място и заедно с живата част (биоценоза) образува екосистема. Примери за биотоп могат да бъдат дадена река, водоем, остров, географска област, коралов риф и т.н.